# Zdymadlo Nedakonice
Zdymadlo Nedakonice, nebo též Plavební komora Nedakonice, je vodní dopravní stavba, skládající se z jezu a plavební komory, na řece Moravě na říčním kilometru 150,4. V rámci plavební cesty Baťův kanál se jedná o říční kilometr 26,803. Leží na katastrálním území obce Nedakonice ve vzdálenosti 1,5 km jihovýchodně od středu obce. Předchozí plavební stupeň je Zdymadlo Kunovský les, následující plavební stupeň je Zdymadlo Uherský Ostroh.

## Historie
Jez s plavební komorou byly zprovozněny v roce 1938 spolu s otevřením plavební cesty Baťův kanál, přičemž jde o jednu ze tří původních plavebních komor v říčním úseku mimo samotný kanál.
V roce 2005 potom proběhla elektrifikace a automatizace na jednotný systém dálkového ovládání včetně signalizace, následně v roce 2006 byla pak provedena kompletní rekonstrukce stavebních i technologických částí.

## Parametry jezu
| Typ jezu   | příhradový     |
| Výška jezu | 1,5 m          |
| Vzdutí     | 173,66 m n. m. |

## Parametry plavební komory
| Celková délka plavební komory | 67,8 m         |
| Užitná délka plavební komory  | 56,0 m         |
| Šířka plavební komory         | 5,3 m          |
| Hloubka plavební komory       | 5,4 m          |
| Výška záporníku               | 1,86 m         |
| Rozdíl plavebních hladin      | 1,58 m         |
| Výška horní hladiny           | 173,66 m n. m. |
| Výška dolní hladiny           | 172,08 m n. m. |